# Ґрінпойнт
Ґрінпойнт (англ. Greenpoint) — найпівнічніший квартал Брукліна в Нью-Йорку. Район межує з південного заходу з округом Вільямсбург, на південному сході з трасою Бруклін-Квінс (популярна абревіатура BQE) та районом Східний Вільямсбург, на півночі — з річкою Ньютаун Крік і через міст Пуласкі, з міським округом Лонг-Айленд, що належить Квінсу, а на заході — з протока (лиман) Іст-Рівер. Поруч — дві станції метро (Green Line G), проспект Грінпойнт та проспект Нассау.
Greenpoint — друге за величиною після Чикаго місце концентрації поляків, які проживають у США. Цей район називають «Little Poland» або Мала Польща (43 % з 39 360 жителів заявляють про польське походження).